# Fārūq I d'Egitto
Fārūq ibn Fuʾād d'Egitto (in arabo فاروق الأول‎?, Fārūq I), talora traslitterato Farouk I e conosciuto più comunemente come Faruq I d'Egitto (Il Cairo, 11 febbraio 1920 – Roma, 18 marzo 1965), è stato il decimo sovrano della dinastia di Mehmet Ali e secondo e penultimo re dell'Egitto, succeduto al padre, Fuʾād I, nel 1936.
Il suo titolo completo era "Sua Maestà Faruq I, per grazia di Allah, re dell'Egitto e del Sudan, sovrano di Nubia, del Kordofan e del Darfur". Il suo regno terminò a causa della Rivoluzione egiziana del 1952, in seguito alla quale il sovrano fu costretto ad abdicare al trono in favore del figlio neonato Ahmad Fuʾād. Morì in Italia nel 1965.

## Biografia

### Infanzia e studi
Fārūq era figlio del re Fuʾād I e della seconda moglie, Nazli Sabri; aveva quattro sorelle minori: Fawziya (che divenne regina consorte della Persia), Faiza, Faika e Fathiya. In quanto pronipote di Mehmet Ali, Faruku era albanese da suo padre ed egiziano dalla regina madre, che aveva sangue egiziano-francese.
L'italofilo re Fuʾād voleva che il figlio frequentasse l'accademia militare di Torino, ma l'alto commissario britannico Miles Lampson pose il veto a questa scelta a causa delle crescenti pretese italiane nel Mediterraneo. Di conseguenza Fārūq frequentò nel 1935 la Royal Military Academy di Woolwich, nel Regno Unito.

### Ascesa

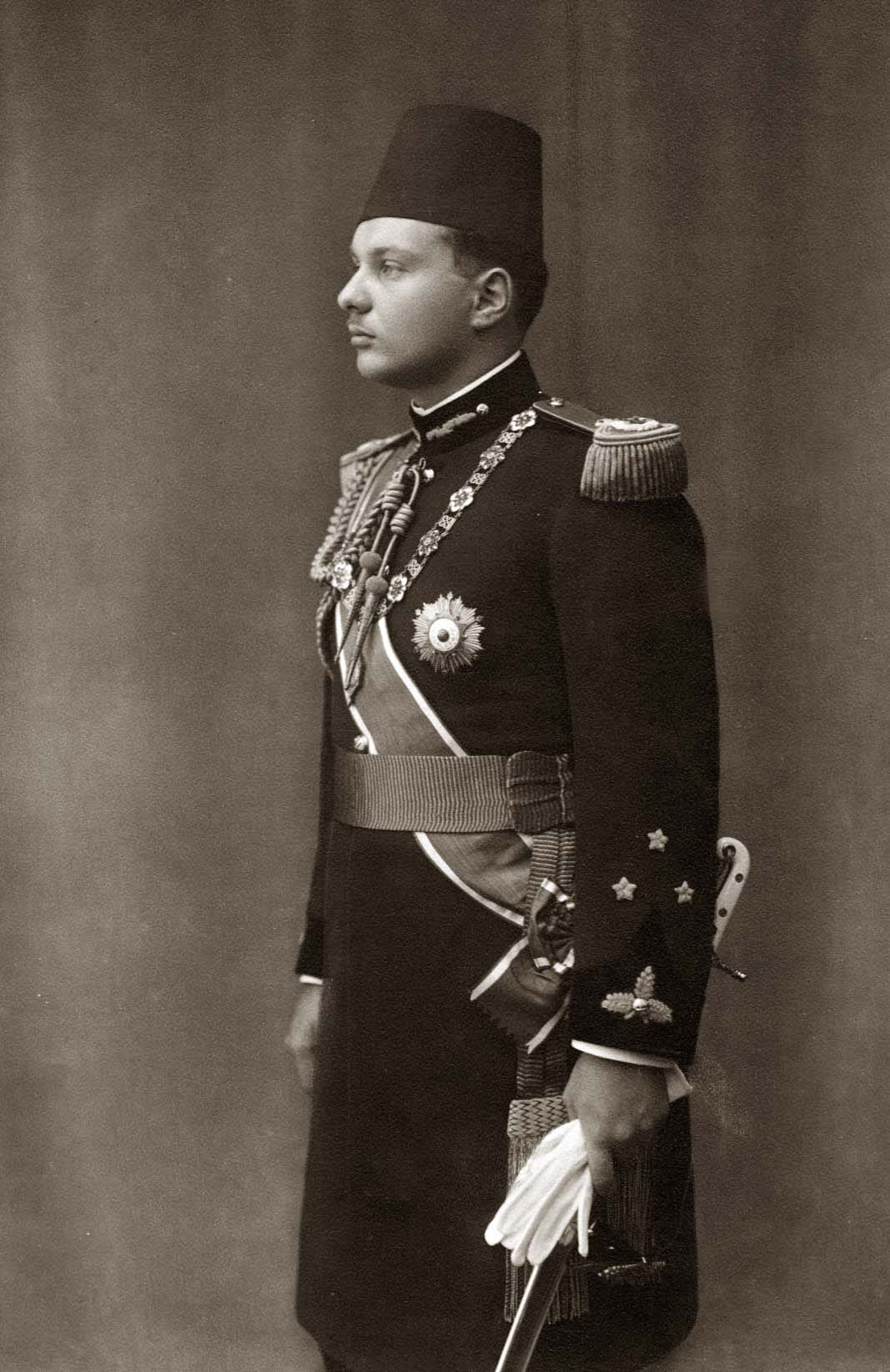
Re Fārūq I d'Egitto nel 1936

Il 28 aprile 1936 il re Fuʾād morì di infarto e l'erede al trono partì dall'Inghilterra per tornare in Egitto come re, giungendo ad Alessandria il 6 maggio. Alla sua incoronazione, avvenuta a soli sedici anni di età, Fārūq tenne un discorso alla radio, prima volta per un sovrano dell'Egitto.
«Se la volontà di Allah è quella di porre sulle mie spalle, in così giovane età, la responsabilità di regnare, io apprezzo profondamente questo "peso" che sarà mio, e sono pertanto pronto a tutti i sacrifici del mio dovere… Mio nobile popolo, sono orgoglioso di voi, della vostra fedeltà e sono fiducioso nel futuro, come lo sono in Dio. Lavoriamo insieme. Riusciremo a raggiungere la piena felicità. Viva la Patria!».

### Seconda guerra mondiale
Durante la seconda guerra mondiale, il giovane re tenne il Paese il più lontano possibile dai disagi del conflitto e, inoltre, diede un importante contributo alla fondazione della Lega araba.
La lunga occupazione britannica dell'Egitto aveva reso il popolo e la stessa dinastia simpatizzanti nei confronti della Germania nazista e dell'Italia fascista, nella speranza che i maggiori avversari del Regno Unito fossero favorevoli a un Egitto pienamente indipendente. Nonostante la presenza di ingenti truppe britanniche, l'Egitto rimase formalmente neutrale sino all'ultimo anno di guerra. L'unico atto compiuto dal re prima del 1945 contro l'Asse (Germania-Italia-Giappone) fu di internare nei campi di lavoro tutti gli italiani sospettati di essere dalla parte di Mussolini, quando l'Italia nel 1940 tentò di invadere il Sudan anglo-egiziano, utilizzando come base la sua colonia in Etiopia. Solo nel 1945 Fārūq, sottoposto a forti pressioni dal governo britannico, dichiarò guerra alle due dittature europee.

### Colpo di Stato

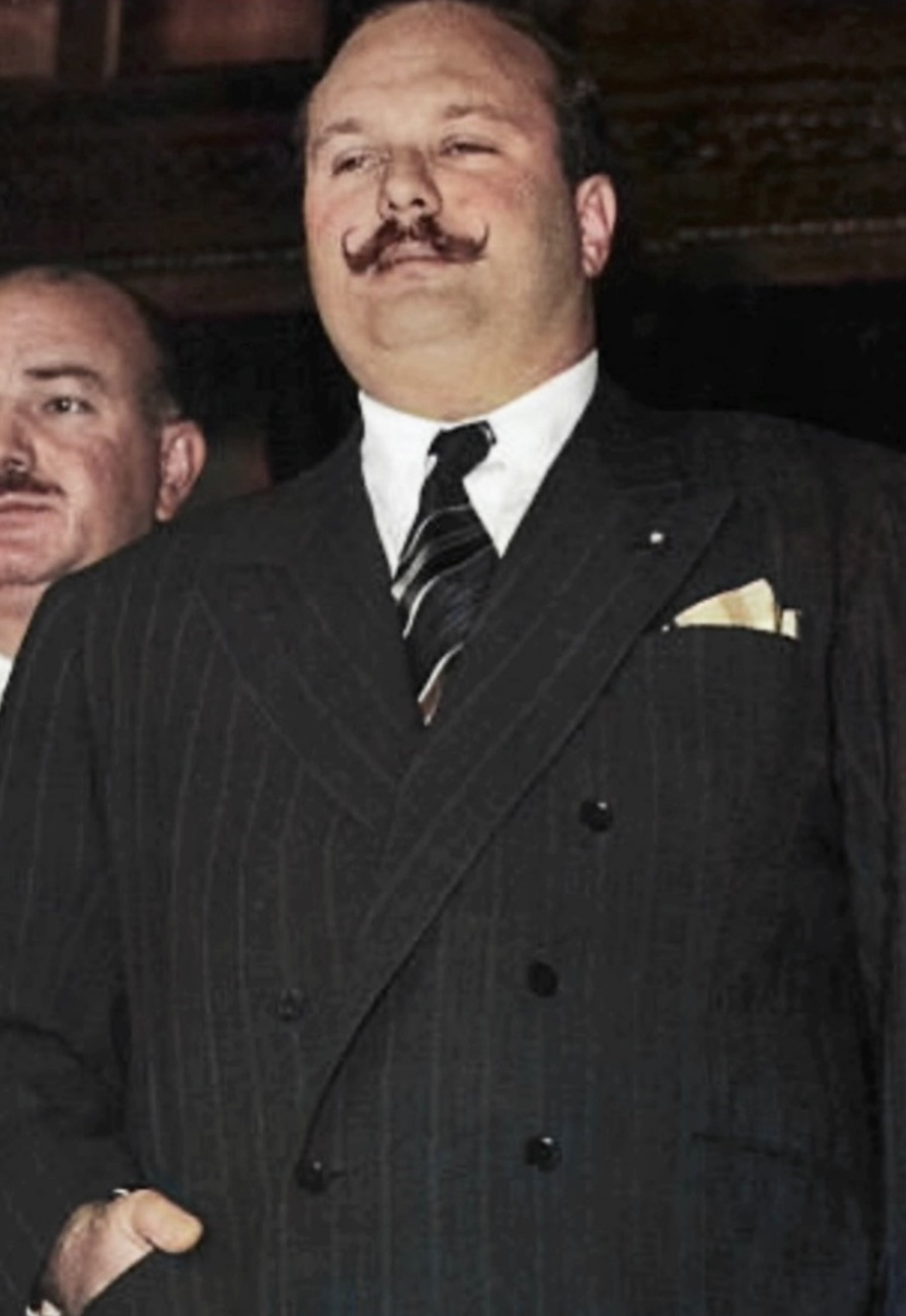
Farouk nel 1951

Nel dopoguerra Fārūq, appassionato giocatore d'azzardo, trascorreva molto del suo tempo soprattutto al Casinò di Sanremo (nel 1950 accettò addirittura di iniziare trattative con i dirigenti Pier Bussetti e Renato Barberio per aprire delle sale da gioco succursali in Egitto) e in quello di Monte Carlo.
Il 23 luglio 1952 un gruppo di militari, conosciuto col nome di Liberi Ufficiali, guidato dal colonnello Gamal Abdel Nasser e dal generale Muḥammad Naǧīb, attuò un colpo di Stato. Fārūq fu costretto ad abdicare il 26 luglio in favore del figlio neonato Fuʾād II, con Nagib a capo del governo.
Anche se il figlio di Fārūq era sulla carta re dell'Egitto, i poteri dello Stato erano in realtà nelle mani dei militari, che l'anno successivo abolirono la monarchia. Il 18 giugno 1953 fu ufficialmente proclamata la repubblica, ponendo fine alla monarchia che aveva regnato per 150 anni, fin dall'epoca del chedivè Mehmet Ali. Nagib fu nominato presidente della Repubblica egiziana e Nasser primo ministro. Quest'ultimo nel 1954 fece arrestare Nagib e assunse entrambe le cariche.

### Esilio
Fārūq e la sua famiglia furono costretti, in seguito al colpo di Stato, a partire in esilio. Il giorno della partenza disse a un amico: «La rivoluzione dirà cose cattive su di me e sulla famiglia reale, e molte persone crederanno alle loro menzogne. Se è possibile, scrivete sulla mia vita e dimostrate a tutti che hanno torto. Dite la verità in modo che le nuove generazioni sappiano che io non ero una persona cattiva. Salvate la mia reputazione da quanto diranno i militari»
Fārūq e famiglia, con i loro lingotti d'oro, salparono a bordo dello yacht reale El-Mahrūsa alla volta del Principato di Monaco. Insieme alla famiglia reale vi era anche il re infante Fu'ād II. Da Monaco poi proseguirono per l'Italia, arrivando a Capri (già una delle mete del recente viaggio di nozze) martedì 29 luglio 1952, dove venne accordata loro ospitalità, dato che l'ormai ex re aveva concesso lo stesso favore a Vittorio Emanuele III di Savoia quando questi nel 1946 aveva abdicato a favore del figlio Umberto II, ultimo re d'Italia. Trovarono alloggio all'Eden Hotel Paradiso di Anacapri.
Nel periodo successivo al crollo del vecchio regime, molti beni della famiglia reale vennero messi all'asta, procurando al nuovo governo entrate per milioni di dollari. Al deposto sovrano fu peraltro consentito di portare con sé i gioielli di famiglia, che consentirono a Fārūq una vita lussuosa e dispendiosa negli anni seguenti.
L'ex sovrano, stabilitosi inizialmente a Grottaferrata, a Villa Dusmet, trascorse buona parte del suo esilio a Roma, dove insieme con sua moglie fu uno dei protagonisti della vita mondana nel periodo chiamato della "dolce vita". Nel 1953 si stabilì nella palazzina di via Archimede 148, quartiere Pinciano, progettata nel 1939 da Luigi Piccinato. Il re ebbe una dimora anche ad Anzio, dove pare avesse intrattenuto una breve relazione con una ragazza del luogo.

### Morte
Fārūq morì a Roma, al termine di un'abbondante cena di 24 portate nel suo ristorante preferito, La Maielletta, sulla via Aurelia Antica, giovedì 18 marzo 1965 all'età di 45 anni. Sulla sua morte furono ipotizzate molte versioni, anche quella di omicidio per avvelenamento, ma non c'era motivo per dubitare di una morte naturale, a tredici anni di distanza dalla sua incruenta deposizione, mentre la popolarità di Nasser e del suo regime erano alla loro acme. Che non vi fossero ostilità particolari nei confronti dell'ex sovrano lo dimostra il permesso di sepoltura accordato nella grande moschea di Ahmad al-Rifāʿī, al Cairo, ai piedi della cittadella su cui svetta la moschea di Mehmet Ali.
Rimasero famose le parole, sembra pronunciate in punto di morte dall'ex sovrano: «Il mondo intero è in rivolta. Nel XXI secolo resteranno solo cinque re: il re di picche, il re di fiori, il re di quadri, quello di cuori e il re d'Inghilterra».
Come suo padre, Fārūq fu membro della massoneria, iniziato nella loggia "Propaganda Massonica" di Roma, appartenente al Grande Oriente d'Italia.

## Matrimoni
Il re Fārūq fu sposato ufficialmente solo due volte.
Con la regina Farida fu sposato dal 1938 al 1948 e dal loro matrimonio nacquero tre figlie:
- Feryal
- Fawzia
- Fadia

Fārūq I si unì in seconde nozze nel 1951 con Narriman Sadiq, dalla quale divorziò due anni dopo; dalla loro unione nacque il tanto agognato erede al trono Fuʾād II.
Non si hanno riscontri ufficiali, invece, di un matrimonio (forse di tipo morganatico) che l'avrebbe unito, durante il suo esilio in Italia, con Irma Capece Minutolo, cantante lirica e attrice cinematografica italiana, una relazione che durò fino alla sua morte nel 1965.

## Faruq nella cultura di massa
- Faruq rimane vittima di un furto nell'episodio L'avventura del dolce di Natale della terza stagione della serie Poirot.

## Albero genealogico
|                                                 |   |                        | Genitori                        |  |  | Nonni |  |  | Bisnonni       |  |  | Trisnonni  |  |
|                                                 |   |                        |                                 |  |  |       |  |  | Ibrāhīm Pascià |  |  | Mehmet Ali |  |
|                                                 |   |                        |                                 |  |  |       |  |  | Ibrāhīm Pascià |  |  | Mehmet Ali |  |
|                                                 |   | Amina Nosratli         |                                 |  |  |       |  |  | Ibrāhīm Pascià |  |  |            |  |
| Isma'il Pascià                                  |   |                        |                                 |  |  |       |  |  | Ibrāhīm Pascià |  |  |            |  |
|                                                 |   | Hoshiar Walda          | …                               |  |  |       |  |  |                |  |  |            |  |
|                                                 |   | Hoshiar Walda          | …                               |  |  |       |  |  |                |  |  |            |  |
|                                                 |   | Hoshiar Walda          | …                               |  |  |       |  |  |                |  |  |            |  |
| Fu'ad I d'Egitto                                |   | Hoshiar Walda          |                                 |  |  |       |  |  |                |  |  |            |  |
|                                                 |   | …                      | …                               |  |  |       |  |  |                |  |  |            |  |
|                                                 |   | …                      | …                               |  |  |       |  |  |                |  |  |            |  |
|                                                 |   | …                      | …                               |  |  |       |  |  |                |  |  |            |  |
| Ferial Hanem                                    |   | …                      |                                 |  |  |       |  |  |                |  |  |            |  |
|                                                 |   | …                      | …                               |  |  |       |  |  |                |  |  |            |  |
|                                                 |   | …                      | …                               |  |  |       |  |  |                |  |  |            |  |
|                                                 |   | …                      | …                               |  |  |       |  |  |                |  |  |            |  |
| Faruq I d'Egitto                                |   | …                      |                                 |  |  |       |  |  |                |  |  |            |  |
|                                                 | … | …                      |                                 |  |  |       |  |  |                |  |  |            |  |
|                                                 | … | …                      |                                 |  |  |       |  |  |                |  |  |            |  |
|                                                 | … | …                      |                                 |  |  |       |  |  |                |  |  |            |  |
| Abdel Rahim Sabri Pascià, governatore del Cairo | … |                        |                                 |  |  |       |  |  |                |  |  |            |  |
|                                                 |   | …                      | …                               |  |  |       |  |  |                |  |  |            |  |
|                                                 |   | …                      | …                               |  |  |       |  |  |                |  |  |            |  |
|                                                 |   | …                      | …                               |  |  |       |  |  |                |  |  |            |  |
| Nazli Sabri                                     |   | …                      |                                 |  |  |       |  |  |                |  |  |            |  |
|                                                 |   | Muhammad Sharif Pascià | Muhammad Said, qadi della Mecca |  |  |       |  |  |                |  |  |            |  |
|                                                 |   | Muhammad Sharif Pascià | Muhammad Said, qadi della Mecca |  |  |       |  |  |                |  |  |            |  |
|                                                 |   | Muhammad Sharif Pascià | …                               |  |  |       |  |  |                |  |  |            |  |
| Tewfika Hanim                                   |   | Muhammad Sharif Pascià |                                 |  |  |       |  |  |                |  |  |            |  |
|                                                 |   | Nazli Hanim            | Sulayman Pascià                 |  |  |       |  |  |                |  |  |            |  |
|                                                 |   | Nazli Hanim            | Sulayman Pascià                 |  |  |       |  |  |                |  |  |            |  |
|                                                 |   | Nazli Hanim            | Mariam Hanim                    |  |  |       |  |  |                |  |  |            |  |
|                                                 |   | Nazli Hanim            |                                 |  |  |       |  |  |                |  |  |            |  |